# John Downes (velejador)
John Downes (Glasgow, 18 de abril de 1870 — 1 de janeiro de 1943) foi um velejador britânico, campeão olímpico. Ele competiu nos Jogos Olímpicos de Verão de 1908 na classe 12 Metre e conquistou a medalha de ouro na disputa a bordo do Hera com Thomas Glen-Coats, John Aspin, John Buchanan, James Clark Bunten, Arthur Downes, David Dunlop, John Mackenzie, Albert Martin e Gerald Tait. Ele também exerceu a profissão de engenheiro elétrico.